# Jacob McGavock Dickinson
Jacob McGavock Dickinson (Columbus, 30 gennaio 1851 – Nashville, 13 dicembre 1928) è stato un politico statunitense.

## Biografia
Fu il quarantaquattresimo segretario alla Guerra degli Stati Uniti,  sotto il presidente degli Stati Uniti d'America William Howard Taft (27º presidente). Si trasferì a Nashville, stato del Tennessee, dove frequentò l'Università di Nashville.
Sposò Martha Overton nel 1876. Fra le altre cariche ricoperte quella di assistente del procuratore generale degli Stati Uniti d'America.